# ノドアカサンショクヒタキ
ノドアカサンショクヒタキ（学名：Petroica phoenicea）は、スズメ目オーストラリアヒタキ科サンショクヒタキ属に分類される鳥類の一種。

## 分布
オーストラリアのクイーンズランド州南東部、ニューサウスウェールズ州東部、ビクトリア州、南オーストラリア州南東部、タスマニア州に分布する固有種。分布域内では亜熱帯雨林、湿潤なユーカリの林、疎林に生息する。

## 形態
全長11-13cm。体色は性的二型を示し、オスは頭部、背面、尾羽にかけては濃い灰色で、前頭部および下尾筒付近は白色、喉から腹部にかけては淡い赤色である。また、メスは頭部から尾羽にかけては茶褐色、喉および前頭部は淡い褐色、腹部は白色である。

## 生態
繁殖期は初春から夏にかけて。繁殖は主にニューサウスウェールズ州南東部からビクトリア州東部にかけてと、タスマニア州で行い、繁殖期外に、他の地域へ移動する漂鳥である。
餌は昆虫類で、他のヒタキ類などとともに混群を作りながら採食をすることがある。